# Gough Whitlam
Edward Gough Whitlam (11. juli 1916 - 21. oktober 2014) var en australsk premierminister.
Et medlem af Australian Labor Party (ALP), Whitlam trådte føderale parlament efter at have vundet 1952 Werriwa suppleringsvalg. I 1960 Whitlam blev valgt som stedfortrædende leder af ALP og i 1967 som efterfølger for Arthur Calwell efter et katastrofalt valgnederlag året før, han overtog den føderale Labor lederskab og dermed oppositionslederen.
- Wikimedia Commons har flere filer relateret til Gough Whitlam

1. ↑  Navnet er anført på engelsk og stammer fra Wikidata hvor navnet endnu ikke findes på dansk.